# 安佐拉多索拉
安佐拉多索拉（義大利語：Anzola d'Ossola），是意大利韦尔巴诺-库西亚-奥索拉省的一个市镇。总面积13.84平方公里，人口455人，人口密度32.9人/平方公里（2009年）。